# Cynthia Telles
Cynthia Ann Telles es una académica y psicóloga estadounidense que actualmente se desempeña como embajadora de Estados Unidos en Costa Rica. Es profesora clínica en el Departamento de Psiquiatría de la Facultad de Medicina David Geffen de UCLA y forma parte del comité ejecutivo del Instituto Semel de Neurociencia y Comportamiento Humano. Es la directora fundadora del Centro de Excelencia Neuropsiquiátrico Hispano.

## Temprana edad y educación

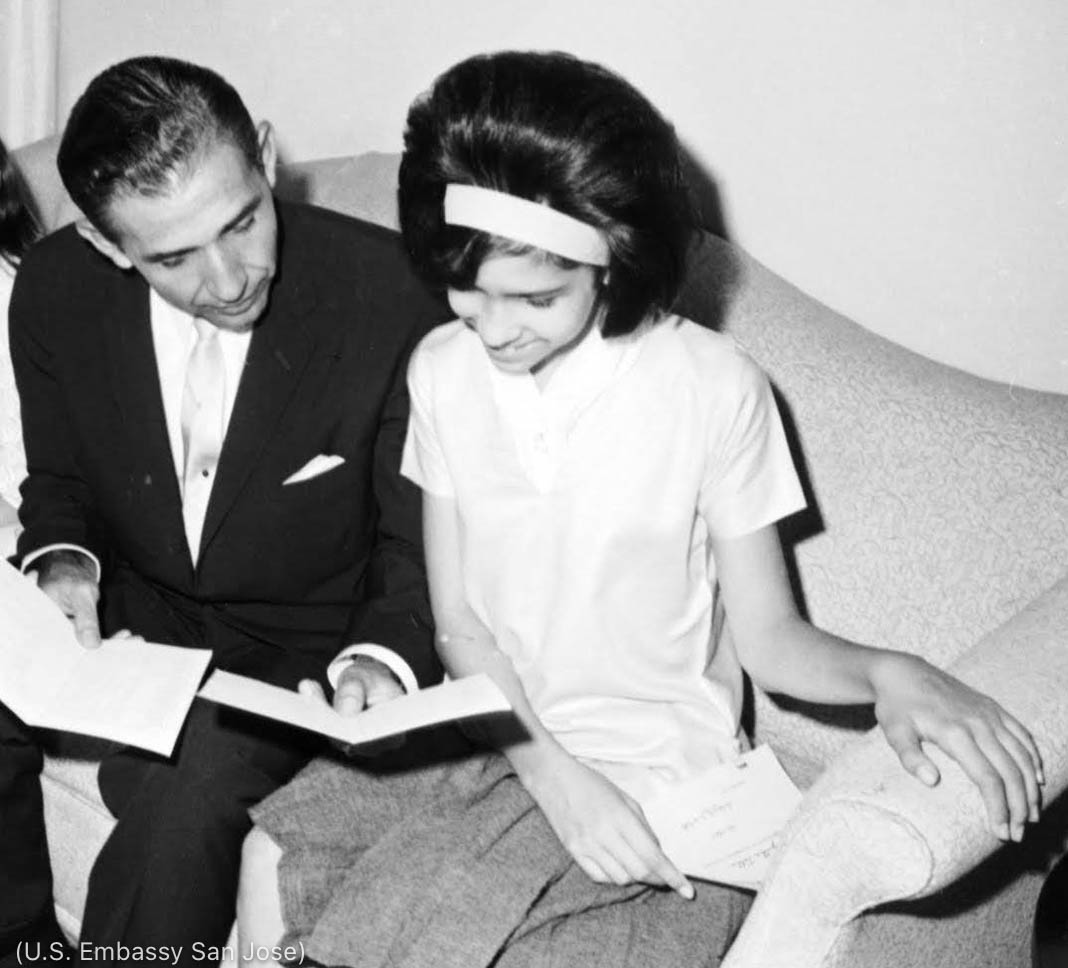
El embajador de Costa Rica, Raymond Telles, le lee a su hija, Cynthia, en diciembre de 1964.

Su padre es Raymond Telles, el primer alcalde mexicano-estadounidense de una importante ciudad estadounidense, El Paso, Texas.  Se crío en El Paso y se mudó a Costa Rica en 1961, cuando su padre se desempeñaba como embajador de Estados Unidos en Costa Rica bajo la administración de John F. Kennedy.  Cuando tenía 10 años, casi muere después de contraer encefalitis viral por la picadura de un mosquito. A los 12 años, comenzó a trabajar como voluntaria en un hospital.  Después de vivir en Costa Rica durante seis años, la familia se mudó a Washington D. C. 
Telles recibió una Licenciatura en Artes del Smith College y un Doctorado en Filosofía en Psicología Clínica de la Universidad de Boston.  Se mudó a Los Ángeles a finales de los años 1970 para trabajar en su tesis doctoral. 

## Carrera

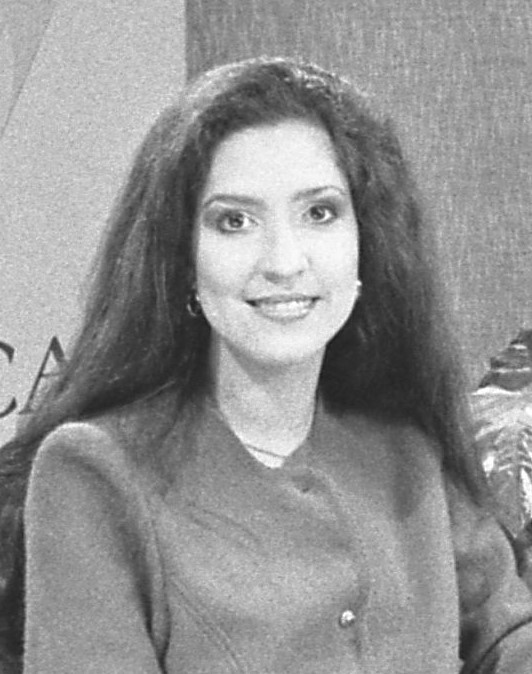
Telles en 1986

Telles ha sido director de la Clínica Psicosocial de Habla Hispana de UCLA y es el director fundador del Centro de Excelencia Neuropsiquiátrico Hispano de UCLA (la Universidad de California, Los Ángeles). 
Dada su prominencia dentro del círculo político latino en Los Ángeles, los comentaristas esperaban que eventualmente ella iniciara una carrera en política. Sin embargo, en 1992, Telles insistió en que no tenía una agenda política a largo plazo y declinó postularse para el puesto del representante estadounidense Edward R. Roybal después de que éste anunciara su retiro. 
Telles fue un donante destacado de la campaña presidencial de Joe Biden 2020. 

### Embajadora en Costa Rica
El 15 de junio de 2021, el presidente Joe Biden nominó a Telles para ser el próximo embajador de Estados Unidos en Costa Rica.  El 23 de junio de 2021 su nominación fue enviada al Senado.  Las audiencias sobre su nominación se llevaron a cabo ante el Comité de Relaciones Exteriores del Senado el 22 de septiembre de 2021.  El 19 de octubre de 2021 se informó favorablemente su nominación fuera de comisión.  El 18 de diciembre de 2021, su nominación fue confirmada por el Senado de los Estados Unidos mediante votación de voz.  Presentó sus cartas credenciales a la Viceministra para Asuntos Bilaterales y Cooperación Internacional, Adriana Bolaños Argueta, el 10 de marzo de 2022,  y al Presidente de Costa Rica, Carlos Alvarado Quesada, el 11 de marzo de 2022. 

### Juntas
En Los Ángeles, formó parte de la Junta del Consejo del Pacífico sobre Política Internacional y fue presidenta del Consejo de Los Ángeles/U. S. Sección de la Comisión México-Los Ángeles.  Ha formado parte de numerosas comisiones de la ciudad de Los Ángeles,  incluida la Junta de Comisionados de Aeropuertos desde 2013  y la comisión de ética. 
Fue miembro fundadora de la junta directiva de Americas United Bank y miembro de la junta directiva de Burlington Northern Santa Fe, LLC. Se ha desempeñado como presidenta de la California Community Foundation y The California Endowment.  
A nivel nacional, Telles fue nombrado por el presidente Barack Obama para la Comisión de Académicos Presidenciales de la Casa Blanca en 2010 y ha formado parte del Consejo Asesor Nacional de SAMHSA (Administración de Servicios para la Salud Mental y el Abuso de Sustancias) durante la administración Clinton. 
Telles formó parte de la junta directiva de Kaiser Permanente desde 2009 hasta 2021.[cita requerida]
Telles estuvo en la junta directiva de General Motors desde 2010 hasta junio de 2014. 

## Vida personal
Telles habla español con fluidez.  Es pariente de Mónica C. Lozano. 
Telles estaba casada con el senador del estado de California , Robert Hertzberg. Se divorciaron en 2005.  Telles ha estado casada con Joseph Waz, un ejecutivo de telecomunicaciones,   desde 2015.[cita requerida]

## Premios y reconocimientos
- Primer Premio Anual al Logro del Servicio Público de Salud Mental [25]
- Programa de becas para minorías de la Asociación Estadounidense de Psicología [14]
- Premio al Liderazgo — Asociación Médica Nacional Hispana/Fundación Nacional de Salud Hispana [14]
- Premio Benjamin Joy: en honor al Embajador Telles y al equipo de la Misión San José por promover la diplomacia comercial de Estados Unidos.